# Attilio Maseri
Attilio Màseri (Udine, 12 novembre 1935 – Tolmezzo, 3 settembre 2021) è stato un cardiologo e filantropo italiano. Ha condotto ricerche fondamentali e innovative sulla cardiopatia ischemica.

## Biografia
Si è laureato in Medicina e Chirurgia all'Università di Padova nel 1960 con pieni voti, si è poi specializzato in Cardiologia presso l'Università di Pisa nel 1963 e Medicina nucleare nel 1968 sempre nello stesso ateneo.
Si è sposato con la contessa Francesca Florio, discendente della storica famiglia udinese. 
Nel 1967 ha assunto l'incarico di professore associato di patologia speciale medica e di Responsabile del Centro Ricerche Coronariche del CNR di Pisa. Nel 1979 viene chiamato ad insegnare a Londra Medicina cardiovascolare presso la Royal Postgraduate Medical School e come direttore dell'Hammersmith Hospital. 
Nel 1991 è divenuto professore ordinario presso l'Università Cattolica del Sacro Cuore e Direttore dell'Istituto di Cardiologia del Policlinico "Gemelli" di Roma.
Dal 2002 è stato professore ordinario presso l'Università Vita-Salute San Raffaele e Direttore del Dipartimento Cardio-Toracico dell'Ospedale San Raffaele di Milano.
Nel triennio  2004-2007  è stato presidente della  Federazione Italiana di  Cardiologia. 
Nella sua carriera, Màseri è stato cardiologo tra gli altri della regina Elisabetta II del Regno Unito e del papa Giovanni Paolo II. 
Ha fondato la fondazione Filippo Màseri Florio, intitolata al figlio prematuramente scomparso in un incidente nel 1994. Ha inoltre fondato la fondazione benefica "Per il tuo cuore", poi confluita nella "Fondazione per il Tuo cuore - HCF onlus".
Nel 2013 ha donato all'Università degli studi di Udine la storica Biblioteca Florio, contenente oltre dodicimila volumi, opuscoli, opere a stampa e manoscritti raccolti dalla metà del Settecento. Nel 2018 ha donato, sempre all'Università di Udine, lo storico Palazzo Antonini, ex sede della Banca d'Italia, edificio di assoluto prestigio artistico nel centro della città friulana, integralmente ideato da Andrea Palladio; a seguito della donazione il palazzo è stato intitolato Palazzo Antonini-Màseri.

## Contributo scientifico
Come giovane scienziato, uno dei principali obiettivi di Màseri era la misurazione del flusso coronarico. Durante il suo periodo a Pisa fu un pioniere nell'uso di traccianti radioattivi, e più tardi sviluppò dei metodi che usavano la tomografia a emissione di positroni per studiare sia il flusso sanguigno che l'uso di energia nel cuore.
A Pisa fece le prime osservazioni cliniche dell'angina come disturbo primario, non causato da un'eccessiva richiesta di ossigeno da parte del miocardio. Dimostrò il ruolo dello spasmo delle arterie coronariche nell'angina variante. La sua prova, utilizzando studi a doppio crossover, che i nitrati prevengono lo spasmo delle arterie coronariche ha fornito la prima prova convincente per l'uso clinico ormai diffuso dei vasodilatatori coronarici come farmaci anti-ischemici. 
Mentre era all'Hammersmith Hospital, dimostrò anche che c'erano differenze tra i pazienti con angina cronica stabile nel grado di sforzo in cui si verificavano i dolori al petto. Inoltre, tale variabilità era causata dal restringimento delle arterie in combinazione con il tono vasomotorio, ma i due fattori interagivano in un modo diverso da quello osservato nell'angina variante. In altri studi, ha dimostrato che la vasocostrizione e la trombosi sono congiuntamente responsabili degli attacchi ischemici nei pazienti con infarto miocardico acuto o angina instabile. Ha anche identificato l'adenosina come un importante mediatore chimico del dolore ischemico cardiaco.
Con la sua équipe di Roma ha sviluppato un'ipotesi di disfunzione microvascolare coronarica dispersa in pazienti anginosi con angiogrammi coronarici normali; ha studiato i meccanismi dell'angina in pazienti con angina microvascolare; ha dato contributi fondamentali verso l'identificazione dei processi attraverso i quali l'infiammazione causa gli attacchi cardiaci nell'angina instabile. Dopo essersi trasferito a Milano, ha continuato la sua ricerca clinica utilizzando tecniche più recenti come la risonanza magnetica nucleare e la tomografia computerizzata per esplorare la funzione cardiaca e coronarica.
Maseri ha descritto il suo interesse primario di ricerca come la scoperta di ciò che rende un paziente diverso da un altro. Nella fase finale della sua carriera di ricerca, ha utilizzato il database dei pazienti della Fondazione per il Tuo Cuore per condurre ricerche sui percorsi individuali della patologia.
Ha firmato più di 750 tra articoli e libri di cardiologia di livello internazionale.

## Onorificenze
Ha ricevuto numerosi premi e onorificenze, tra cui: il King Faizal International Prize in Medicine (1992), il Premio Invernizzi per la Medicina (1998), Grand prix scientifique de l'Institut de France (2004), Medaglia d'oro ai benemeriti della Scienza e della Cultura, la Medaglia del Presidente della Repubblica al Premio nazionale letterario Pisa, e nel 2005 è stato insignito del titolo di Cavaliere di gran croce al merito della Repubblica Italiana. 
È stato nominato Commendatore dell'Ordine di San Gregorio Magno da Papa Giovanni Paolo II.
Ha sempre donato l'ammontare dei premi per finanziare progetti di ricerca sulle cause dell'infarto.